# Lenka Wech
Lenka Wech (ur. 9 kwietnia 1976 w Sokolov) – niemiecka wioślarka.

## Osiągnięcia
- Mistrzostwa Świata – Glasgow 1996 – czwórka bez sternika – 3. miejsce[1].
- Mistrzostwa Świata – St. Catharines 1999 – ósemka – 8. miejsce[1].
- Igrzyska Olimpijskie – Sydney 2000 – dwójka bez sternika – 6. miejsce[1].
- Mistrzostwa Świata – Lucerna 2001 – ósemka – 3. miejsce[1].
- Mistrzostwa Świata – Sewilla 2002 – ósemka – 3. miejsce[1].
- Mistrzostwa Świata – Mediolan 2003 – ósemka – 1. miejsce[1].
- Igrzyska Olimpijskie – Ateny 2004 – ósemka – 5. miejsce[1].
- Mistrzostwa Świata – Eton 2006 – ósemka – 2. miejsce[1].
- Mistrzostwa Świata – Monachium 2007 – ósemka – 5. miejsce[1].
- Mistrzostwa Europy – Poznań 2007 – dwójka bez sternika – 1. miejsce[1].
- Igrzyska Olimpijskie – Pekin 2008 – dwójka bez sternika – 4. miejsce[1].
- Igrzyska Olimpijskie – Pekin 2008 – ósemka – 7. miejsce[1].